# Опришки (село)
Опри́шки — село в Україні, у Глобинській міській громаді Кременчуцького району Полтавської області.

## Географія
Село розташоване на березі річки Сухий Кагамлик, вище за течією за 1 км розташоване село Битакове Озеро, нижче за течією — село Пироги. На річці велика запруда. Поруч проходить автомобільна дорога Т 1716.

## Історія

### Стародавні часи
Село Опришки належить до тих місць, які були заселені ще з давніх часів. Про це свідчать залишки ліпного посуду бронзової доби та могил епохи бронзи, коли Придніпровську низовину заселяли кімерійці та скіфи.
На початку нашої ери територія села входила до розселення стародавнього східнослов'янського племені полян, але поселень цього часу у межах сільської ради не виявленою.

### Київська Русь
У добу середньовіччя ця місцевість займала прикордонне положення між Руськими землями (Переяславське князівство) та Диким Полем, де кочували печеніги, хозари, татари. Про це свідчать гідроніми Кагамлик, Кагамличок (з тюркської «Каган-ерлик» — володіння Кагана).

### Велике князівство Литовське та козаччина
Постійне поселення на території Опришок з'явилось десь у 14 ст., про що свідчать залишки гончарних виробів до козацької та козацької доби. Землі села та його околиць потрапили до складу Великого князівства Литовського — князя Ольгерда та його сина Володимира. Пізніше після Люблінської унії 1569 року були захоплені польськими феодалами. Полк був не лише військовим підрозділом, але й адміністративною одиницею. Опришки належали до складу Городиської сотні Миргородського полку. У другій половині вісімнадцятого століття Опришки належать до Городиського повіту Київського намісництва.
За переписом 1726 року у селі, яке на той час входило до складу Городиської сотні Миргородського полку, налічувалось 34 двори монастирських селян, якими володів Київський Пустинно-Миколаївський монастир (до 1689 року були вільними). У 1781 році в селі Опришки налічувалось 157 хат; того ж року увійшли до Городиського повіту Київського намісництва. У 1787 році — 562 жителі чоловічої статі (козаки, казенні селяни та кріпаки сотника Григорія Ляховича). У вісімнадцятому столітті була церква, на місці якої 1790 року була споруджена нова дерев'яна Благовіщенська церква з дзвіницею.

### Російська імперія
З 1789 року Опришки перебували у складі Кременчуцького повіту Катеринославського намісництва, з 1796 року — Кременчуцького повіту Малоросії, з 1802 року — Полтавської губернії. У 1859 році в Опришках — 139 дворів, 1185 жителів.
У 1889 році відкрито нову Благовіщенську дерев'яну церкву з дзвіницею, при якій існували церковна сторожка, церковна бібліотека, церковно-парафіяльна школа, два будинки і лавка; в одному будинку проживав псаломщик, а в іншому священик. Церкві належало 2 десятини землі, священику платили оклад 120 рублів, псаломщику 36 рублів. Священика звали Іван Павлович Комарецький (у сані священика з 1879 року), псаломщики — дякон Василь Петрович Зеленський (у сані з 1890 року) і Дмитро Петрович Махаринський (у сані з 1897 року), церковний староста козак Марко Андрійович Пащенко, заштатний псаломщик Михайло Іванович Миславський.
З другої половини дев'ятнадцятого століття Опришки відносились до Пирогівської волості Кременчуцького повіту. У 1900 році у селі було дві сільські громади (козацька та казенних селян), у яких всього з прилеглими хуторами налічувалось 266 дворів, 1713 жителів. У 1910 році — 209 дворів, 1247 жителів. Посівів — 1202 десятин.

### Радянська влада
Радянська окупація почалась у січні 1918 року. У 1923 році Опришки, як центр сільради, увійшли до складу Глобинського району Кременчуцького округу.
У 1926 році — 284 двори, 1339 жителів. По сільській раді, до якої входили села Битакове Озеро з хуторами Бугайцівкою, Відногами, Гнатенківкою, Пащенками, Рудівкою, Таранцівкою — 533 двори, 2600 жителів.

### Голодомор
У Національній книзі пам'яті жертв Голодомору 1932—1933 років в Україні вказано, що 56 жителів села загинули від голоду.
У 1939 році в Опришківській сільській раді налічувалось 1747 жителів — наслідок голодомору 1932—1933 років.

### Радянсько-німецька війна
У період німецької окупації (12.09.1941 — 26.09.1943 рр.) було спалено частину села, зокрема приміщення школи, яке знаходилося через дорогу від побудованого наприкінці 60-х років 20 ст. нового приміщення школи.
Під час визволення на території Опришок працювали: 124-й хірургічний пересувний польовий шпиталь (26.09.1943-01.11.1943 р.) та 2710 терапевтичний пересувний польовий госпіталь.
У травні-червні 1942 року було заарештовано активістів. Для розправи над ними німці викопали яму біля залізничного насипу неподалік від хутора Степаненко (нині Черевані). У цій ямі вони їх розстрілювали.
З перших днів після звільнення села від німців, а саме 29 вересня 1943 року, було відправлено до лав Червоної Армії поповнення. Масова мобілізація проводилася 2, 6 та 10 жовтня 1943 року, а потім у січні — лютому 1944 року. Мобілізовані з Опришок поповнили військові підрозділи 69, 80, 97, 95, 66, 110, 13 гвардійських стрілецьких дивізій та 5, 6, 7 і 8 гвардійських повітряно-десантних дивізій.
На фронтах загинули з с. Опришки — 132 чоловіки.

### Післявоєнний час
У 1959—1982 роках Опришки входили до складу Пирогівської сільської ради. З 1982 року утворено Опришківську сільську раду.

### Незалежна Україна
12 червня 2020 року, відповідно до розпорядження Кабінету Міністрів України № 721-р «Про визначення адміністративних центрів та затвердження територій територіальних громад Полтавської області», село увійшло до складу Глобинської міської громади.
19 липня 2020 року, в результаті адміністративно - територіальної реформи та ліквідації Глобинського району, село увійшло до складу новоутвореного Кременчуцького району.

## Релігія
27 жовтня 2018 року в Опришках освячено храм ПЦУ Благовіщення Пресвятої Богородиці.  Церкву збудувала компанія "КарпатиКаркасБуд". До будівництва церкви, богослужіння проводилися у невідповідному приміщенні. Також із 2018 по 2021 роки у церкві служив протоієрей Володимир Баран. Церква збудована з дерева. Усі богослужіння проводяться за участю хору. Більша частина жителів сповідують православне християнство.Зараз у церкві служить Василь Дяківнич.

## Населення
Кількість населення у селі змінювалась наступним чином:
| Рік  | Дворів/Хат | Населення                  |
| ---- | ---------- | -------------------------- |
| 1726 | 34         |                            |
| 1781 | 157        |                            |
| 1787 |            | 562 чоловічої статі        |
| 1859 | 139        | 1185                       |
| 1900 |            | 1713 з прилеглими хуторами |
| 1910 |            | 1247                       |
| 1926 | 284        | 1339                       |
| 2001 |            | 804                        |
| 2011 |            | 740                        |

### Мова
Розподіл населення за рідною мовою за даними перепису 2001 року:
| Мова       | Кількість | Відсоток |
| ---------- | --------- | -------- |
| українська | 787       | 97.89%   |
| російська  | 16        | 1.99%    |
| білоруська | 1         | 0.12%    |
| Усього     | 804       | 100%     |

## Економіка
Виробнича спеціалізація підприємств розташованих на території Опришківської сільської ради: вирощування зернових та технічних культур. Провідні підприємства:
| № | Назва підприємства | П. І. Б. керівника            | Вид діяльності                            |
| - | ------------------ | ----------------------------- | ----------------------------------------- |
| 1 | ПСПОВ «Колос»      | Крюк Віктор Кузьмич           | вирощування зернових та технічних культур |
| 2 | СФГ «Лариса»       | Аврамчук Володимир Григорович | Фермерське господарство                   |
| 3 | СФГ «Бета»         | Бугаєць Сергій Іванович       | Фермерське господарство                   |
| 4 | СФГ «Озерне»       | Кононенко Ганна Григорівна    | Фермерське господарство                   |

## Освіта
•Опришківська гімназія І-ІІІ ст.
• дитячий навчальний заклад «Сонечко»

## Медицина
На території села діє Опришківська лікарська амбулаторія.

## Культура
Заклади культури:
- сільський будинок культури;
- бібліотека
- сільський стадіон

## Пам'ятки
У центрі села Опришки встановлено пам'ятник воїнам Радянської Армії і воїнам — односельцям, що загинули у роки Великої Вітчизняної війни.

## Особистості
- Аврамчук Віктор Вікторович (1987—2016) — солдат Збройних сил України, учасник російсько-української війни.
- Дяченко Василь Панасович — український музикознавець
- Комарецький Олександр Іванович — заслужений лікар України
- Бугаєць Анатолій Васильович — кандидат історичних наук, полковник у відставці, військовий журналіст;
- Бугаєць Анатолій Олександрович — Герой України, народний депутат 5 скликання, генеральний директор АТ «Турбоатом» м. Харків;
- Шакун Василь Іванович — Генерал МВС, доктор юридичних наук, професор;
- Черепанов Іван Федорович — лектор товариства «Знання» при Києво-Печерському державному історично культурному заповіднику, автор 30 робіт.
- Каплін Сергій Миколайович — депутат Верховної Ради України (пройшов за виборчим списком УДАРу).